# André-Marcel Burg
Pour les articles homonymes, voir Burg.
L'abbé André-Marcel Burg, né le 22 décembre 1913 à Fegersheim (Bas-Rhin) et mort le 30 décembre 1987 à Haguenau (Bas-Rhin), est un prêtre et érudit français. Archiviste et bibliothécaire, il fut le conservateur du musée historique de Haguenau de 1946 à 1980.

## Biographie
Titulaire d'un doctorat en théologie, il est ordonné prêtre en 1939, juste avant d'être mobilisé, puis blessé en 1940. Il est nommé vicaire à Soufflenheim (1940 à 1942), puis à Strasbourg-Cronenbourg (1942-1944).
Succédant à l'abbé Georges Gromer, il est conservateur-bibliothécaire du musée de Haguenau de 1946 à 1980.
Secrétaire général de la Société d’histoire de l’Église d’Alsace à partir de 1946, il publie 23 volumes des Archives de l'Église d’Alsace jusqu'en 1979, et au titre de la Société d’histoire et d’archéologie de Haguenau, qu'il reconstitue, il publie 5 volumes d’Études haguenoviennes entre 1950 et 1970.

## Sélection de publications
- Histoire de l'Église d’Alsace, Colmar, 1946
- Haguenau. Histoire d’une ville d’Alsace racontée aux jeunes, Haguenau, 1950
- Un apôtre de la charité : Simon Ferdinand Muhe, Strasbourg, 1965
- Haguenau en cartes postales anciennes, Bibl. européenne, Zaltenbommel, 1976
- « Incunables et livres imprimés du XVIe siècle de la bibliothèque municipale de Haguenau », in Études haguenoviennes, 1980-1981, nouvelle série no 7, p. 25-30.
- Marienthal : histoire du couvent et du pèlerinage (en collab.), Société d'histoire et d'archéologie de Haguenau, 1992

## Distinctions
En 1978, prix Mozart lui est remis pour l'ensemble de son œuvre.